# Christian Beetz (Nordischer Kombinierer)
Christian Beetz (* 23. Januar 1984 in Suhl in Thüringen) ist ein ehemaliger deutscher Nordischer Kombinierer.

## Werdegang

### Anfänge im B-Weltcup
Seine internationale Karriere begann Beetz mit dem Start beim Grand Prix der Nordischen Kombination am 26. August 2000 in Klingenthal, wo er jedoch mit dem 48. Platz weit abgeschlagen landete. Im Januar 2001 kam er für einen Wettkampf in den B-Weltcup der Nordischen Kombination. Bereits in seinem ersten Wettbewerb in Klingenthal stand er ganz oben auf dem Podest und konnte das Springen von der Normalschanze und den anschließenden Lauf über dreimal fünf Kilometer gewinnen. Ab der Saison 2001/02 gehörte er nach dem Erfolg in Klingenthal fest zum Kader. Nachdem die ersten Wettbewerbe in Vuokatti, Taivalkoski und Mobakken mit weniger Erfolg verliefen, stand er in Planica nach einem zweiten Platz erneut auf dem Podium.
Nach weiteren durchwachsenen Ergebnissen gewann er bei der Nordischen Junioren-Skiweltmeisterschaft 2002 in Schonach im Schwarzwald gemeinsam mit Florian Schillinger, Tino Edelmann und Björn Kircheisen die Goldmedaille im Team-Massenstart. Im Einzel landete er auf dem 15. Platz. In den folgenden B-Weltcups konnte er erneut keine vorderen Ränge erreichen und beendete die Saison auf dem 31. Platz der Gesamtwertung.
Auch im Sommer 2002 gelang Beetz bei drei Auftritten im Grand Prix kein Punktegewinn. In die Saison 2002/03 startete er jedoch überraschend mit zwei sechsten und einem zweiten Rang in Steamboat Springs. Nach weiteren guten Leistungen in Park City gab Beetz am 1. Januar 2003 sein Debüt im Weltcup der Nordischen Kombination. Nachdem er in Oberhof, Ramsau am Dachstein und Chaux-Neuve die Punkteränge jedoch klar verpasste, wechselte er zurück in den B-Weltcup. Bei der kurz darauf stattfindenden Nordischen Junioren-Skiweltmeisterschaft 2003 im schwedischen Sollefteå schied Beetz im Gundersen über 10 km aus, konnte aber zwei Tage später gemeinsam mit Marco Kühne, Edelmann und Kircheisen seinen Erfolg von 2002 im Teamwettbewerb wiederholen und gewann erneut Gold. Im Sprint-Wettbewerb wurde er Neunter. Nach der Junioren-WM versuchte es Beetz erneut im Weltcup, blieb aber in Oslo und Lahti erneut ohne Punkte. Auch im Sommer 2003 blieb er ohne Punktgewinn bei seinen drei Starts im Grand Prix.
In die Saison 2003/04 startete Beetz nach einem zwölften Platz im Sprint mit einem Sieg im Gundersen über 15 km in Rovaniemi. Auch in Ruhpolding knapp zwei Wochen später stand er erneut auf dem Podium. Daraufhin wechselte er im Januar 2004 erneut in den Weltcup und konnte nach zwei weiteren erfolglosen Starts am 10. Januar 2004 in Seefeld in Tirol erstmals Weltcup-Punkte gewinnen. Bei der Nordischen Junioren-Skiweltmeisterschaft 2004 im norwegischen Stryn gewann er gemeinsam mit Christian Ulmer sowie Schillinger und Edelmann Silber im Mannschaftskampf, im Sprint und im Gundersen-Wettbewerb belegte er jeweils den 15. Platz. Im Sommer 2004 verletzte sich Beetz so schwer, dass er die Saison 2004/05 komplett pausieren musste. Zu Beginn der folgenden Saison 2005/06 startete er sein B-Weltcup-Comeback erfolgreich mit zwei zweiten Plätzen in Steamboat Springs und Park City. Nachdem er in Lake Placid erstmals seit 2003 wieder einen B-Weltcup gewinnen konnte, wechselte er erneut in den A-Kader und gewann auf Anhieb im ersten Springen am 30. Dezember 2005 in Oberhof deutlich Weltcup-Punkte. Auch in den weiteren Weltcups bis Ende Januar gewann er Punkte. Trotz dessen startete er in Karpacz noch einmal für drei Wettbewerbe erfolgreich im B-Weltcup, bevor er zum Saisonende nochmals im Weltcup antrat, jedoch erfolglos blieb. Obgleich dieses Misserfolges landete er am Ende auf dem 34. Platz der Weltcup-Gesamtwertung.

### Kampf um Platz im Weltcup-Kader
Obwohl er im Sommer 2006 erstmals auch im Sommer-Grand-Prix Punkte gewann und in Berchtesgaden mit der Mannschaft den zweiten Rang erreichte, erhielt er für die Saison 2006/07 erneut keinen festen Platz im A-Kader. Bis auf zwei Ausnahmen im Dezember und Januar verblieb er ausschließlich im B-Weltcup, konnte hier jedoch mit Podestplätzen und regelmäßigen Platzierungen unter den besten zwanzig überzeugen. Zu Beginn der Saison 2007/2008 erhielt er schlussendlich einen Platz im A-Kader des Weltcups. Nachdem er in Kuusamo noch deutlich hinter den Punkterängen ins Ziel gekommen war, erreichte er in den folgenden Weltcups allesamt die Punkteränge. Am 24. Januar 2008 erreichte er in Zakopane beim Sprint mit dem sechsten Platz sein erstes und einziges Top-10-Ergebnis seiner Karriere im Weltcup. Die Saison beendete er auf Platz 32 der Gesamtwertung. Im Sommer 2008 startete er nur in Hinterzarten und Oberstdorf und konnte hier deutlich Grand-Prix-Punkte gewinnen.
Zu Beginn der Saison 2008/2009 zog sich Beetz beim Weltcup-Auftakt in Kuusamo einen Kreuzbandriss zu, als er beim Sprungtraining schwer stürzte. Nachdem er bis Ramsau am Dachstein pausierte, startete er ab dem zweiten Wettbewerb dort wieder im Weltcup, konnte aber nicht an die Erfolge der Vorsaison anknüpfen. Daraufhin wechselte er in den zwischenzeitlich in Continentalcup umbenannten B-Weltcup. Bereits im dritten Springen in Neustadt-Hinterzarten erreichte er Rang zwei. Nach einem weiteren zweiten Platz in Bischofshofen konnte er dort auch im Gundersen von der Großschanze über 10 km erneut einen Sieg feiern. Dieser Erfolg gelang ihm beim Saisonabschluss noch einmal in Kuusamo. Am Ende belegte er mit 623 Punkten den dritten Rang in der Continentalcup-Gesamtwertung.
In den folgenden drei Jahren trat er noch einmal im Weltcup an. Große Erfolge blieben jedoch aus. Bestes Ergebnis war ein zehnter Rang am 15. Januar 2011 in Seefeld. Nach der Saison 2011/12 beendete Beetz seine aktive Karriere und bekam eine Position im deutschen Techniker-Team der DSV-Kombinierer und ist dort für das Wachsen und Testen der Langlaufskier zuständig.

## Erfolge

### Continental-Cup-Siege im Einzel
| Nr. | Datum             | Ort           | Disziplin               |
| --- | ----------------- | ------------- | ----------------------- |
| 01. | 7. Dezember 2003  | Rovaniemi     | Gundersen Normalschanze |
| 02. | 17. Dezember 2005 | Park City     | Massenstart Großschanze |
| 03. | 21. Dezember 2005 | Lake Placid   | Sprint Großschanze      |
| 04. | 24. Januar 2010   | Bischofshofen | Gundersen Großschanze   |
| 05. | 14. März 2010     | Ruka          | Gundersen Großschanze   |

## Statistik

### Weltcup-Platzierungen
| Saison  | Platz | Punkte |
| ------- | ----- | ------ |
| 2002/03 | 43.   | 069    |
| 2003/04 | 45.   | 059    |
| 2005/06 | 34.   | 147    |
| 2006/07 | 48.   | 040    |
| 2007/08 | 32.   | 157    |
| 2010/11 | 34.   | 059    |
| 2011/12 | 44.   | 037    |

### Grand-Prix-Platzierungen
| Saison | Platz | Punkte |
| ------ | ----- | ------ |
| 2006   | 11.   | 054    |
| 2008   | 23.   | 031    |
| 2010   | 46.   | 002    |
| 2011   | 11.   | 126    |

### Continental-Cup-Platzierungen
| Saison  | Platz | Punkte |
| ------- | ----- | ------ |
| 2000/01 | 41.   | 042    |
| 2001/02 | 31.   | 060    |
| 2003/04 | 21.   | 315    |
| 2006/07 | 05.   | 452    |
| 2009/10 | 03.   | 623    |

### Platzierungen bei Deutschen Meisterschaften
| Jahr und Ort        | Wettbewerb | Wettbewerb | Wettbewerb  | Wettbewerb |
| Jahr und Ort        | Einzel     | Sprint     | Massenstart | Teamsprint |
| ------------------- | ---------- | ---------- | ----------- | ---------- |
| 2001 Oberhof        | 06.        | 27.        | –           | –          |
| 2002 Winterberg     | 06.        | 41.        | –           | –          |
| 2003 Oberwiesenthal | 13.        | 15.        | –           | –          |
| 2004 Oberstdorf     | 08.        | 08.        | –           | –          |
| 2005 Hinterzarten   | 11.        | 14.        | –           | –          |
| 2006 Oberhof        | 02.        | 02.        | –           | –          |
| 2007 Winterberg     | 04.        | 01.        | –           | –          |
| 2008 Klingenthal    | –          | 02.        | 04.         | –          |
| 2010 Oberhof        | 07.        | –          | –           | 03.        |
| 2011 Hinterzarten   | 05.        | –          | –           | 07.        |
| 2012 Klingenthal    | 23.        | –          | –           | –          |

## Privates
Christian Beetz wuchs in Biberschlag mit seinen Eltern Cathrin und Jörg Beetz auf und startete für den SV Biberau. Sein Bruder Tom war ebenfalls Nordischer Kombinierer. Die Brüder starteten 2008 in Liberec zum ersten Mal gemeinsam in einem Weltcuprennen.